# National Gallery
För andra betydelser, se National Gallery (olika betydelser).
National Gallery är ett berömt konstmuseum i London. Det ligger vid Trafalgar Square. Här finns över 2 000 målningar. Man kan se tavlor av Rembrandt, da Vinci, van 
Gogh, Michelangelo med flera. National Gallerys samlingar tillhör staten å den brittiska allmänhetens vägnar. Det är fritt inträde till huvuddelen av samlingarna. National Gallery är ett av världens mest besökta museer, och överträffas bara av Louvren, British Museum och Metropolitan Museum of Art.
National Gallery innehar verk av nederländska målare, som Jan van Eyck och Rubens. I museet finns också verk engelska 1700-talmålare, främst Thomas Gainsborough, Joshua Reynolds och William Hogarth.

## Historia

### Grundande och tidig historia
National Gallery öppnade för allmänheten den 10 maj 1824.

### Under andra världskriget
Strax före krigsutbrottet 1939 flyttades tavlorna till olika platser i Gloucestershire och Wales, bland annat Penrhyn Castle, Bangor University och Aberystwyth University. Museet stängde 23 augusti 1939. Under krigsåren ordnades dagliga lunchkonserter, totalt 1 698, på initiativ av pianisten Myra Hess. Museet träffades av bomber under Blitzen och konserterna flyttades kortare perioder till andra lokaler.

## Konstverk

Hans Holbein den yngres Ambassadörerna från 1533.
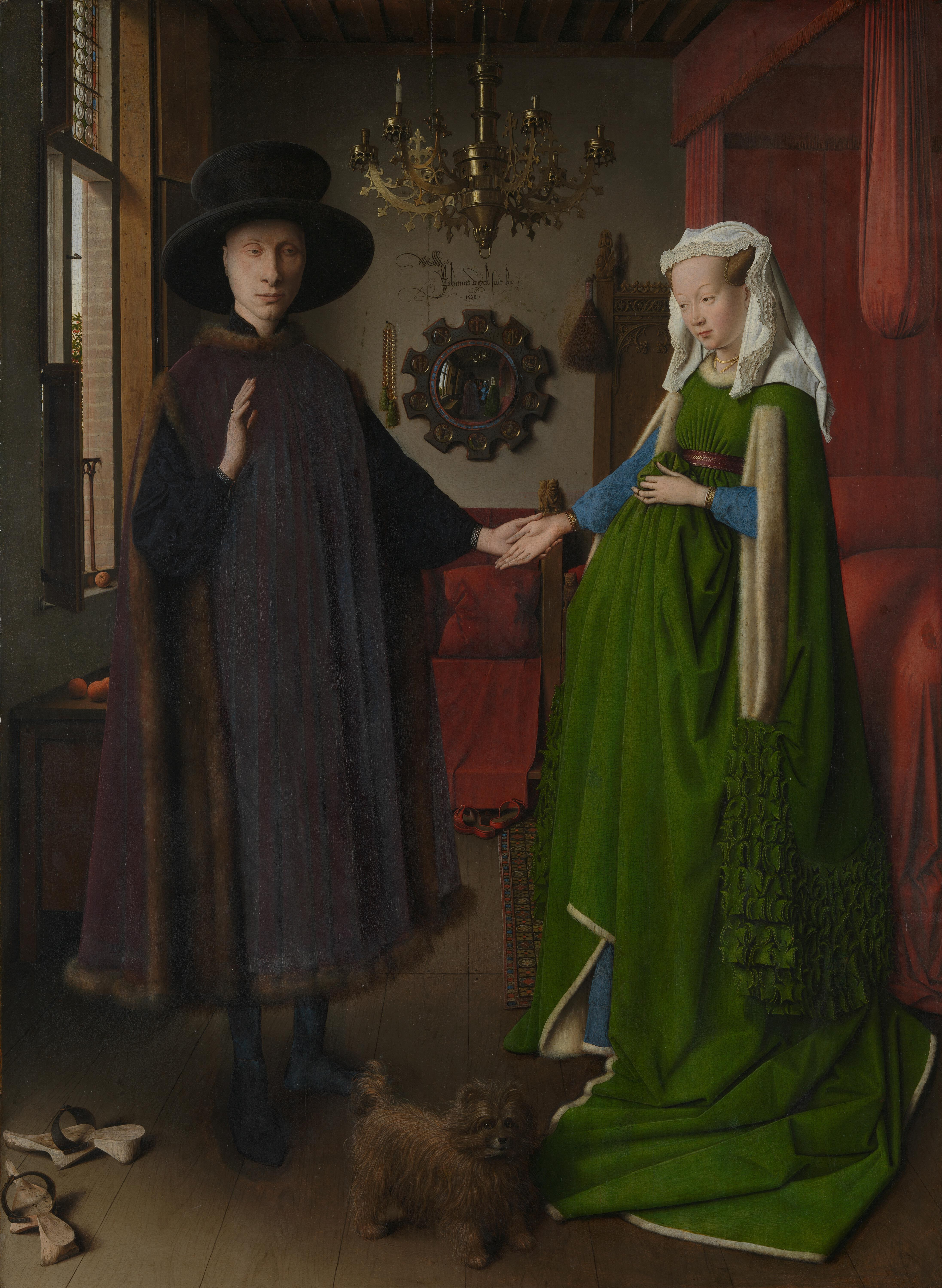
Jan van Eycks (omkring 1390–1441). Bröllopsmålning av Giovanni Arnolfini och hans fru Giovanna Cenami, 1434.